# Virtual Reality Security Based Training System
Virtual Reality Security Based Training System (VRBT) ist eine Trainingsmethode für Einsatzkräfte im Bereich Katastrophenhilfe und extremer Bedrohungsszenarien. Die Trainingsmethode und das dazugehörende standardisierte CAST-Curriculum der Einsatzkräfte-Ausbildung – dessen Hauptbestandteil es ist – wurden im Rahmen des CAST EU-Projekts entwickelt. Die Trainingsmethode basiert auf der VRST-Technologie.

## Komponenten
- Das VRBT-Trainingsprogramm unterstützt und trainiert EU-Einsatzkräfte mittels 3D-Modellszenarien, Biofeedbacksensoren und Geruchskino zur besseren Bewältigung extremer Stresssituationen in Katastrophenhilfe- oder Terrorszenarien und Umweltkatastrophen, um Traumatisierungen vorzubeugen und die Sicherheit der Einsatzkräfte sowie die Qualität der Einsätze selbst zu erhöhen. Das Trainingsprogramm dauert 5 Tage.
- Das CAST-Curriculum, dessen Hauptbestandteil VRBT ist. Es handelt sich dabei um die standardisierte Ausbildung für EU-Einsatzkräfte, deren Kern das virtuelle Training bildet.[1]

## CAST-Curriculum
Das Curriculum beinhaltet folgende Bausteine:
- Lagebeurteilung und Analyse organisationaler und institutioneller Rahmenbedingungen
- Ableitung von Anforderungen, Einsatzplanung
- Best-Practise-Strategien
- Best´-Practise-Technologien
- Übungseinheiten und Supervision mit dem Virtual Reality Security Based Training System (VRBT)